# Up to
在数学领域，詞組“up to xxx”表示为了某种目的同一等价类中的元素视为一体。“xxxx”描述了某种性质或将中元素变为同一等价类中另一个的操作（即将元素和它变为的那个等价）。例如在群论中，我们有一个群G作用在集合X上，在此情形：如果X中两个元素在同一轨道中，我们可以说它们等价“up to群作用”。
中文中没有类似对应的词组，翻譯成中文時，可以斟酌譯為：「不別⋯⋯之異」、「不辨⋯⋯之別」、“在xxx的意义下”、“差一个xxx”等。比如上面可以翻译为“差一个群作用的意义下等价”。但是，這個翻譯是既迂迴又笨拙，因為數學中「在xxx的意義下」通常是對有數個不等價定義的詞語指定其意義，對應英文“in the sense of”，例如「這個函數在勒貝格的意義下可積，但是在黎曼的意義下不可積」，就對「可積」一詞先後指定兩個不等價的定義；然而，數學中英文短語“up to”的重點不在確定某詞語的定義，而在省略掉一些非本質的次要差異。

## 举例
- 在八皇后问题中，若把八个皇后看做不同的个体，则不同的解有3,709,440个。一般将八个皇后看作完全相同，此时有92（3709440/8!）种不同的解，不考虑皇后间的不同排列组合（所对应的等价关系）。也就是说，我们将单个皇后的位置不同，但所有皇后所占棋盘位置集相同的解等价起来，并只考虑不同的等价类。
- 在上述解中，如果同时将可由棋盘旋转、翻转来互相转换的解等价起来，则只剩下12个不同的解（等价类）。
- 群论中，称G集中同一轨道上的元素up to群作用等价。
- 群论中，up to群同构，只有两种不同的四元素群。也就是说，所有四元素群通过群同构仅有两个不同的等价类。
- 范畴论中，由泛性质确定的态射如存在多个，则它们之间up to同构相等（又称本质相等），或者说，由泛性质所确定的态射up to同构唯一。
- 并发理论中，证明进程间的互模拟往往需要构造很大的互模拟关系。而借助“up to……互模拟”技术，可仅构造已知包含在互模拟关系中的某种“up to……互模拟”关系来简化证明。

## 说明
与“Up to”非常接近的一个词是模（modulo），如整数1和5模4相等。